# Rambluzin-et-Benoite-Vaux
Rambluzin-et-Benoite-Vaux település Franciaországban, Meuse megyében. Lakosainak száma 86 fő (2022. január 1.). Rambluzin-et-Benoite-Vaux Courouvre, Heippes, Les Trois-Domaines, Neuville-en-Verdunois, Récourt-le-Creux, Souilly, Thillombois és Tilly-sur-Meuse községekkel határos.

## Népesség
A település népessége az elmúlt években az alábbi módon változott:
| Lakosok száma | 166  | 106  | 98   | 97   | 88   | 96   | 102  | 107  | 99   | 86   |
|               | 1968 | 1982 | 1990 | 2006 | 2013 | 2015 | 2017 | 2019 | 2020 | 2022 |